# 取手バイパス
取手バイパス（とりでバイパス）は、茨城県取手市にある国道6号のバイパス。

## 概要
- 起点 : 茨城県取手市新町1丁目
- 終点 : 茨城県取手市小浮気
- 車線 : 4車線
国道6号は東京都内から取手バイパスまでが多車線で供用されている。
- 最高速度 : 60km/h

## 接続するバイパスの位置関係
（柏方面）取手バイパス - 藤代バイパス - 牛久土浦バイパス - 土浦バイパス - 千代田石岡バイパス（水戸方面）

## 交差する道路
| 交差する道路              | 交差する場所  | 東京から (km) |
| ------------------------- | ------------- | ------------- |
| 国道6号〈水戸街道〉柏方面 |               |               |
| 県道11号取手東線          | -             | 38.1          |
| 県道219号白山前取手線     | 白山前        | 38.6          |
| 国道294号                 | 国道294号入口 | 39.0          |
| 県道19号取手つくば線      | 酒詰          | 41.7          |
| 県道208号長沖藤代線       | 小浮気        |               |
| 国道6号（藤代バイパス）   |               |               |

## 歴史
- 1963年（昭和38年）: 供用開始
- 2015年（平成27年4月1日）： 国から地方への権限の委譲に伴い、小浮気交差点～谷中交差点間が茨城県へ移管され茨城県道208号長沖藤代線となる。

## 沿線
- キリンビール取手工場
- 日清食品関東工場